# Оксид
Оксид (окис) се нарича всяко двуелементно химично съединение на кислорода с друг химичен елемент, в което кислородът е в -2 степен на окисление.
Повечето елементи в земната кора са оксиди, образувани при взаимодействие на кислорода с други елементи.
Кислородните съединения на флуора не са оксиди, тъй като флуорът е по-електроотрицателен от кислорода и по тази причина кислородът в тях има положителна степен на окисление. Други двуелементни съединения на кислорода, които не са оксиди, са пероксидите, супероксидите и озонидите – в тях кислородът има отрицателна, но по-ниска от -2 степен на окисление.

## Наименование
Ако в съединението съществува долен индекс, за него се ползват представки, които произлизат от гръцките числителни имена: 1 – моно, 2 – ди, 3 – три, 4 – тетра, 5 – пента, 6 – хекса и 7 – хепта.

## Строеж
Оксидите са много разнообразни по физични, термодинамични и химични свойства и трудно могат да се обхванат в единна класификация.
Според своите киселинно-основни свойства, оксидите се делят на основни, амфотерни, киселинни и неутрални.
- Основни оксиди образуват s- и f-елементите, както и част от d- и p-елементите, предимно в по-нисшите степени на окисление. Наблюдава се йонна връзка, тъй като енергията на кристалната решетка е достатъчно голяма, за да компенсира енергетичната загуба на йонизацията на кислородния атом. Кристалната им структура е предимно тип NaCl.[3]
- Амфотерни оксиди съответстват на p-елементите с двойствен характер, както и част от f- и d-елементите, предимно в междинните степени на окисление. Те са ковалентни верижни молекули – SiO2, Sb2O3, SeO2, HgO или някои със слоеста структура – As2O3, MoO3, Re2O7, Al2O3.
- Киселинни оксиди образуват p-елементите с неметален характер, както и d-елементите, предимно във висшите степени на окисление. Те са ковалентни и с молекулна решетка, като при обикновени условия могат да са газове, летливи течности и твърди тела. Киселинността на оксида се увеличава със степента на окисление.[3] Някои са термодинамично нестабилни.
- Неутрални оксиди (несолеобразуващи) образуват p-елементите с неметален характер, които не взаимодействат с вода, основи и киселини и не им съответстват хидроксиди и кислородсъдържащи киселини – CO, N2O, NO.

Известни са и оксиди с нестехиометричен състав при преходните елементи.

## Реакции
Оксидите са обикновено реактивни съединения и взаимодействат с много класове съединения. Повечето взаимодействат с вода, което е причина за киселинно-основното им разделение:
{\displaystyle {\begin{array}{lcl}{\ce {CaO + H2O -> Ca(OH)2}}\\{\ce {2Al2O3 + 12H2O -> 6Al(OH)3 + 3H2}}\\{\ce {Cl2O7 + H2O -> 2HClO4}}\end{array}}}
Изключение правят неутралните оксиди, които не реагират с водата.

### Окисление и редукция
Редуцирането на метални оксиди до чист метал е процес от промишлено значение:
{\displaystyle {\begin{array}{lcl}{\ce {2Fe2O3 + 3C -> 4Fe + 3CO2}}\\{\ce {2Ag2O}}\xrightarrow {\mathrm {500~^{\circ }C} } {\ce {4Ag + O2}}\end{array}}}
Оксидите в междинни степени на окисление могат да се окисляват и редуцират:
{\displaystyle {\ce {2NO + O2 <=> 2NO2}}}

### Дисоциация и разтваряне
Връзката M-O е здрава, което прави някои оксиди неразтворими. В киселини се разтварят, като дават съответните соли:
{\displaystyle {\ce {Ag2O + 2HCl -> 2AgCl + H2O}}}
Разтварянето на оксиди обикновено образува оксоаниони. В основна среда P4O10 образува фосфати, а MO3 – полиоксометалати. По-рядко се образуват оксокатиони – NO+, VO2+, UO22+. Преходните метали образуват оксокомплекси и оксохалогениди.

## Някои примери на оксиди
| Име                      | Формула | Находище/Употреба                                                 |
| ------------------------ | ------- | ----------------------------------------------------------------- |
| Вода (диводороден оксид) | H2O     | универсален разтворител                                           |
| Силициев диоксид         | SiO2    | пясък, кварц                                                      |
| Железен оксид            | Fe3O4   | ръжда                                                             |
| Въглероден диоксид       | CO2     | една от съставките на атмосферата и продукт на биологични процеси |